# CISH
CISH (англ. Cytokine inducible SH2 containing protein) – білок, який кодується однойменним геном, розташованим у людей на короткому плечі 3-ї хромосоми.  Довжина поліпептидного ланцюга білка становить 258 амінокислот, а молекулярна маса — 28 663.
| 10         |  | 20         |  | 30         |  | 40         |  | 50         |
| ---------- |  | ---------- |  | ---------- |  | ---------- |  | ---------- |
| MVLCVQGPRP |  | LLAVERTGQR |  | PLWAPSLELP |  | KPVMQPLPAG |  | AFLEEVAEGT |
| PAQTESEPKV |  | LDPEEDLLCI |  | AKTFSYLRES |  | GWYWGSITAS |  | EARQHLQKMP |
| EGTFLVRDST |  | HPSYLFTLSV |  | KTTRGPTNVR |  | IEYADSSFRL |  | DSNCLSRPRI |
| LAFPDVVSLV |  | QHYVASCTAD |  | TRSDSPDPAP |  | TPALPMPKED |  | APSDPALPAP |
| PPATAVHLKL |  | VQPFVRRSSA |  | RSLQHLCRLV |  | INRLVADVDC |  | LPLPRRMADY |
| LRQYPFQL   |  |            |  |            |  |            |  |            |

A: Аланін

C: Цистеїн

D: Аспарагінова кислота

E: Глутамінова кислота

F: Фенілаланін

G: Гліцин

H: Гістидин

I: Ізолейцин

K: Лізин

L: Лейцин

M: Метіонін

N: Аспарагін

P: Пролін

Q: Глутамін

R: Аргінін

S: Серин

T: Треонін

V: Валін

W: Триптофан

Кодований геном білок за функцією належить до інгібіторів трансдукції сигналу. 
Задіяний у таких біологічних процесах як убіквітинування білків, регуляція росту, альтернативний сплайсинг. 